# ТЕС Турбіго-Леванте
ТЕС Турбіго-Леванте – теплова електростанція на півночі Італії у регіоні Ломбардія, метрополійне місто Мілан. Модернізована з використанням технології комбінованого парогазового циклу.
Перша електростанція у Турбіго з’явилась ще в 1928 році. Вона мала потужність у 35 МВт та була розрахована на спалювання вугілля. В 1960-му та 1964-му замість неї запустили ТЕС Турбіго-Поненте (Захід) із двома конденсаційними енергоблоками потужністю 70 МВт та 75 МВт (законсервована у 1985-му та остаточно виведена з експлуатації в 1992-му). А з 1967-го почалась робота ТЕС Турбіго-Леванте (Схід), на якій спершу запрацював один конденсаційний енергоблок з паровою турбіною потужністю 250 МВт. У 1970-му до нього додались ще три блоки з показниками 320 МВт і 330 МВт (два). Як паливо станція Турбіго-Леванте використовувала мазут.
У 1990-х роках на майданчику змонтували 4 газові турбіни потужністю по 125 МВт, розраховані на спалювання природного газу. Через котли-утилізатори вони були пов’язані із конденсаційними блоками, що створювало схему комбінованого парогазового циклу. Втім, враховуючи співвідношення потужності парових та газових турбін, останні виконували лише допоміжну функцію, тоді як основну частину необхідної для продукування пару енергії отримували у головних котлах блоків 1 – 4.
В 2003-му блоки 1 та 2 законсервували, а у 2013-му отримали дозвіл на їх демонтаж.
В 2008-му станція пройшла через серйозну модернізацію, під час якої спорудили повноцінний парогазовий енергоблок потужністю 850 МВт. Для цього змонтували дві газові турбіни по 264 МВт, які через котли-утилізатори живлять стару парову турбіну зі складу блоку №4. В роботі також залишили парову турбіну блоку №3. При цьому станція була повністю переведена на природний газ.
У 2013-му через низький попит на електроенергію став на консервацію блок №3.
А в 2020-му уклали угоду на створення ще одного парогазового блоку потужністю 430 МВт, для якого компанія Ansaldo має постачити газову турбіну, котел-утилізатор та генератори.
Видалення продуктів згоряння конденсаційних блоків відбувалось за допомогою димарів висотою  до 150 метрів. Котли-утилізатори введених у 2008-му нових газових турбін блоку 4 з’єднані із димарями висотою по 120 метрів. 
Зв’язок із енергомережею відбувається по ЛЕП, розрахованій на роботу із напругою 380 кВ.